# Bonnie Zacherle
Bonnie D. Zacherle es una ilustradora y diseñadora americana que reside en Warrenton, Virginia. Zacherle es conocida como la creadora de la exitosa línea de juguetes Mi pequeño pony (la cual derivaría más tarde a varias series de animación) y también como la creadora de Nerfuls.
Zacherle ha sido una consultora externa para Bliss House, una consultora estadounidense de concesión de licencias, en los gráficos y el desarrollo de productos secundarios. En 2003, se convirtió en un miembro de Women In Toys.

## My Little Pony
En agosto de 1981, Zacherle, junto con el escultor, Charles Muenchinger de Providence, Rhode Island y el gerente Steve D'Aguanno de Smithfield, Rhode Island, mientras trabajaba para Hasbro, presentó un diseño de patente para "un diseño ornamental para un animal de juguete". La patente, EE. UU. n.º D269986, se le concedió en agosto de 1983.

## Nerfuls
A mediados de 1980, Zacherle presentó una serie de patentes que más tarde se conocería como los Nerfuls. Nerfuls fueron producidos por Parker Brothers en Estados Unidos, Kenner en el Reino Unido y Cromy en la Argentina desde 1985 hasta 87. Estos pequeños juguetes consistían en 3 piezas - sombrero / bola de pelo, la cara-y cuerpo de plástico. Todas las piezas eran intercambiables y de la propia pelota de cara podría recuperarse. Hubo ocho personajes de la serie original de Nerfuls. Esto fue seguido por más Nerfuls, Playsets y accesorios.